# Teslin River (Yukon)
Teslin River é uma comunidade não incorporada localizada no território de Yukon, noroeste do Canadá. Está na margem ocidental do Rio Teslin, em uma travessia desse rio na estrada do Alasca, a cerca de 40 quilômetros a noroeste da Vila de Teslin, que fica na costa leste do Lago Teslin. A localidade de Johnsons Crossing está no banco leste nesse ponto, enquanto o lago e a comunidade do Lago Little Teslin estão localizados mais ao longo da rodovia a cerca de 10 quilômetros ao oeste.